# Пам'ятник Олександру Полю
Пам'ятник-бюст Олександру Полю — пам'ятник-погруддя основоположнику розробки залізняка в місті Кривий Ріг.

## Історія
До Дніпропетровського обласного виконкому та Криворізького міського виконкому звернулося керівництво Дніпропетровського історичного музею імені Д. Яворницького з ініціативою про увічнення пам'яті Олександра Поля музей запропонував встановити пам'ятник у місті Кривий Ріг.
19 грудня 1996 року відбулося урочисте відкриття пам'ятника. Церемонію відкриття очолював міський голова Юрій Любоненко, на церемонії виступили безпосередні учасники споруди — директор ПівнГЗК М. М. Панчошний та начальник тресту «Криворожиндубуд» М. Ф. Земляний.
Щорічно 1 вересня, у день народження Поля, біля пам'ятника покладають квіти.

## Характеристика
Встановлено в історичній частині міста у Центрально-Міському районі на перетині Поштового проспекту (раніше проспект Карла Маркса) та вулиці Олександра Поля (раніше вулиця Жовтнева).
Автор пам'ятника скульптор Олександр Васякін, майстер-ливарник М. П. Рєпніков. Відлито у фасонно-ливарному цеху металургійного комбінату «Криворіжсталь».
На гранітній полірованій підставі знаходиться 8-гранний постамент із чавунним бюстом А. М. Поля.